# آدم متز
آدم مِتْز (1285 - 1335 هـ / 1869 - 1917 م) هو مستشرق سويسري ألماني.
اهتم بالأدب العربي في القرن الرابع الهجري وما تلاه. له كتاب Die Renaissance des Islams بالألمانية، ترجمه إلى العربية محمد عبد الهادي أبو ريدة، وسماه «الحضارة الإسلامية في القرن الرابع الهجري : عصر النهضة في الإسلام». وقد انتقد البدوي هذه الترجمة وقال: «إنها تسيء إلى الأصل إساءة بالغة». ويرى بعض الباحثين إنها اتّسمت بالدقة ، وتميزت بكثرة الإضافات والتعليقات والهوامش التي أضفت على ترجمته العمق الفكري والمنهجية العلميّة والثقافة التاريخية الواسعة.